# 巴內特冰川
70°59′S 167°30′E / 70.983°S 167.500°E
巴內特冰川是南極洲的冰川，位於維多利亞地北部的阿納雷山脈，流經塔普謝爾半島南部，該冰川根據美國地質調查局的測量和美國海軍的空中照片被繪入地圖。